# Bitwa pod Agridi
Bitwa pod Agridi (obecnie Agirta, tur.:Ağirdağ)  – bitwa stoczona 15 czerwca 1232 w trakcie tzw. wojny lombardzkiej  (rozgrywającej się na obszarach Cypru i Królestwa Jerozolimy) pomiędzy siłami regenta Cypru króla Henryka I a miejscowymi feudałami z Ibelinu. Bitwa pod Agridi była jedną z największych bitew stoczonych między sobą przez chrześcijan w okresie krucjat.

## Wybuch konfliktu
W roku 1229 rozpoczęła się wojna domowa pomiędzy feudałami cypryjskimi a cesarzem Fryderykiem II, słynącym z siłowego sprawowania władzy. Fryderyk sprawował władzę namiestniczą - w Jerozolimie jako ojciec niepełnoletniego króla Konrada a na Cyprze jako władca lenny również niepełnoletniego króla Henryka I. Po wybuchu konfliktu feudałowie przejęli władzę w Królestwie wyznaczając swojego regenta w obu królestwach. Na Cyprze był to wpływowy i poważany baron Jan z Ibelinu zwany „starym władcą”  mający także olbrzymie wpływy w Jerozolimie.
Rok wcześniej (1228) cesarz wysłał na Cypr i do Jerozolimy własnych namiestników, którzy sprawowali władzę w jego imieniu. Zignorował przy tym żądania feudałów, czym zyskał sobie ich nieprzychylność. W roku 1229 feudałowie powstali przeciwko namiestnikom cesarskim. Do lata 1230 r. wojskom Jana z Ibelinu udało się wyprzeć siły cesarskie z Cypru. W roku 1232 ponieśli jednak porażkę w starciu z siłami nowego cesarskiego namiestnika Ryszarda Filangieri pod Casal Imbert. Po tym sukcesie Ryszardowi udało się w krótkim czasie zając większość ważniejszych ośrodków na wyspie. Jedynie zamek Dieu d’Amour (Saint Hilarion) na czele obrony którego stanęły dwie siostry króla Cypru stawiał skuteczny opór siłom cesarza.

## Kampania Jana z Ibelinu
Dnia 30 marca 1232 r. wojsko cypryjskie Jana z Ibelinu (233 rycerzy) weszło na pokład genueńskich jednostek w porcie Akkon, kierując się w stronę Cypru. Po drodze w Sydonie na pokład przyjęto najstarszego syna Jana - Baliana. Nocą 6 czerwca Cypryjczykom udało się zająć nocnym atakiem port w Famaguście. Następnie wyruszyli oni w kierunku obleganego przez Filangieriego zamku Dieu d’Amour.
Dnia 15 czerwca 1232 r. Jan z Ibelinu na czele swoich sił (towarzyszyli mu synowie Hugon i Baldwin) dotarł w rejon twierdzy. Filangieri tymczasem zajął korzystną dla swoich wojsk pozycję pod Agridi, górującą nad Dieu d’Amour. Tutaj pozostawił dwa kontyngenty wojska pod dowództwem swojego brata Waltera oraz Berarda z Manupello, sam zaś kontynuował oblężenie zamku.

## Bitwa
Większość żołnierzy armii feudalnej nie posiadała koni, zmuszona była zatem do walki pieszej. Krótko później nastąpił atak jazdy Waltera z Manupello, który zagroził flance feudałów. Atak został odparty a Walter ze swoimi ludźmi wycofał się. Niedługo później miał miejsce atak frontalny sił Berarda z Manupello na straż przednią przeciwnika. Również i ta próba okazała się nieskuteczna, a walka przemieniła się w szereg pojedynków. W trakcie walk konie sił cesarskich przybrane w ciężkie pancerze i walcząc w trudnym terenie szybko opadły z sił. Cypryjczykom udało się zrzucić z nich wielu rycerzy. Zginął m.in. Berard z Manupello.
Na wieść o niepomyślnym przebiegu bitwy, Filangieri na czele kolejnego kontyngentu wojska wyruszył z pomocą walczącej armii. Fakt ten postanowił wykorzystać Balian, który wbrew woli ojca postanowił uderzyć na osłabiony obóz sił cesarskich. Filangieri zorientował się jednak szybko w zamiarach przeciwnika, przypuszczając kontratak.
W tej sytuacji Jan z Ibelinu posłał swoją straż tylną z pomocą synowi. Nie widząc szans w walce z przeważającymi siłami cypryjskimi Filangieri zdecydował o wycofaniu się. W ślad za uciekającym dowódcą i jego wojskiem poszła reszta sił oblegających Dieu d’Amour. Siły te dotarły do zamku w Kirenii, gdzie oszańcowały się. Walter z Manupello zbiegł do Gastrii, gdzie został zatrzymany przez panujących tam Templariuszy, po czym dostał się do niewoli feudałów.

## Skutki
Dla Cypryjczyków zwycięstwo pod Agridi stało się punktem zwrotnym w walce z wojskami cesarskimi. Władza Henryka nad Cyprem dobiegła końca, jedynie zamek w Kirenii pozostawał jeszcze przez jakiś czas w rękach Filangieriego. Po trwającym 10 miesięcy oblężeniu przez Cypryjczyków w kwietniu 1233 r. ostatni bastion cesarski na wyspie został utracony a Filangieri opuścił Cypr.
Tzw. Wojna lombardzka (nazwa wywodzi się od Ligi Lombardzkiej skupiającej przeciwników cesarza) kontynuowana była w kolejnych latach w Królestwie Jerozolimy. Siły cesarskie zajęły Tyr, podczas gdy opozycja utrzymywała swoje rządy w Akkonie. Dopiero w lipcu 1243 r. Tyr został zdobyty co zakończyło ostatecznie rządy cesarza Henryka I.